# Simpatico (opera teatrale)
Simpatico è un'opera teatrale di Sam Shepard portata al debutto a New York nel 1994.

## Trama
I tre giovani amici Vinnie, Carter e Rosie organizzano truffe alle corse di cavalli in California. Quando un funzionario scopre la truffa, pensano di incastrarlo con un ricatto a sfondo sessuale.
Vent'anni dopo Vinnie è ancora ossessionato dai fantasmi del passato e cercherà di utilizzare nuovamente le fotografie compromettenti per riavvicinarsi a Rose, moglie infelice di un uomo facoltoso, alcolizzata e che nutre affetto solo per il cavallo Simpatico, ex campione di corse che sta per essere venduto.

## Debutto
Simpatico ha avuto la sua prima al Public Theater dell'Off-Broadway il 1º novembre 1994 ed è rimasto in cartellone per quaranta rappresentazioni con la regia dello stesso Shepard. Il cast comprendeva Beverly D'Angelo (Rosie), James Gammon (Simms), Marcia Gay Harden (Cecilia), Ed Harris (Carter), Fred Ward (Vinnie) e Welker White (Kelly).

## Adattamento cinematografico
Nel 1999 Matthew Warchus ha diretto un adattamento cinematografico, intitolato Inganni pericolosi ed interpretato da Nick Nolte, Jeff Bridges e Albert Finney.